# Monica (Demo)
«Monica» es un demo de la banda estadounidense de pop rock Imagine Dragons, escrito por la agrupación, el productor inglés Alex Da Kid, el músico Asa Taccone y el ex-baterista Andrew Tolman. Fue lanzado el 27 de enero de 2025 por medio de KIDinaKORNER e Interscope Records, como el primer y único sencillo del álbum recopilatorio «Reflections (From The Vault Of Smoke + Mirrors)», publicado en conmemoración del décimo aniversario de «Smoke + Mirrors».

## Antecedentes
«Monica» fue anunciada oficialmente el 27 de enero de 2025, junto a la portada y fecha de estreno de «Reflections». Ese mismo día, se lanzó mundialmente en plataformas digitales y servicios de streaming.

## Composición
«Monica» fue escrita por la agrupación, el productor inglés Alexander Grant, el músico y compositor Asa Taccone y el ex-baterista y miembro fundador de Imagine Dragons, Andrew Tolman.
Es el primer tema de la banda en el que Grant participa desde «Machine», lanzado en octubre de 2018, y el primer trabajo que vuelve a producir junto a los intérpretes desde su cuarto álbum de estudio, «Origins». Además, es el último sencillo de Imagine Dragons que acredita al ex-baterista Daniel Platzman, quien previamente había anunciado su salida definitiva de la banda en 2024.
«Monica» cuenta la historia de alguien que reconoce que no es la pareja ideal para ella, a pesar de poseer buenas intenciones y de haber pasado un buen rato juntos. La letra transmite el mensaje de ser honesto con los propios sentimientos y no engañar a nadie, reconociendo que es mejor dejar ir que mantener las cosas confusas o perder el tiempo.

## Controversias
Durante la promoción de «Reflections», la banda comentó que todos los demos del álbum pertenecían a las sesiones de grabación de «Smoke + Mirrors». No obstante, los fans se dieron cuenta de que la mayoría de los demos habían sido creados antes o después del lanzamiento oficial de «S+M», entre los cuáles se encontraba «Monica».
Si bien no hay un registro oficial de que el tema fue elaborado por la agrupación tras el lanzamiento de «Smoke + Mirrors», varios fans han notado que «Monica» comparte las mismas características letristas del quinto álbum de la banda «Mercury – Acts 1 & 2», en donde las canciones poseen un significado simple y directo, además de tener una calidad similar en cuanto a letras, voces e instrumentales.

## Lista de canciones
| Monica (Demo): Descarga digital |                 |                 |          |  |
| N.º                             | Título          | Artista(s)      | Duración |  |
| 1.                              | «Monica» (Demo) | Imagine Dragons | 3:18     |  |

## Créditos
Adaptados del vinilo de «Reflections (From The Vault Of Smoke + Mirrors)».
Monica (Demo)
- Interpretada por Imagine Dragons.
- Escritores: Dan Reynolds, Wayne Sermon, Ben McKee, Daniel Platzman, Alexander Grant, Asa Taccone, Andrew Tolman.
- Publicada por: Imagine Dragons Publishing (BMI) / Universal/KIDinaKORNER, Songs of Universal, Inc. (BMI) o/b/o Alexander Grant, Universal Music o/b/o Twonk Donklis, Andrew Tolman Music (BMI).
- Productores: Imagine Dragons, Alex Da Kid, Asa Taconne y Goldwiing.
- Masterizada por Randy Merrill en “Sterling Sound” (Nueva York)

℗ 2025 KIDinaKORNER/Interscope Records

## Historial de Lanzamiento
| Región        | Fecha               | Formato                    | Sello discográfico              |
| ------------- | ------------------- | -------------------------- | ------------------------------- |
| Todo el Mundo | 27 de enero de 2025 | Descarga digital Streaming | KIDinaKORNER Interscope Records |